# レガシーマイグレーション
レガシーマイグレーション (legacy migration) とは、メインフレーム（汎用コンピュータ）やオフィスコンピュータ等、時代遅れとなった各ベンダー独自アーキテクチャのシステム（レガシーシステム）からオープンシステムに乗り換えること。特にオフィスコンピュータからの乗り換えのことを、オフコンマイグレーションと呼ぶこともある。
また、オープンシステムかレガシーシステムかに関わり無く、旧式であるがゆえの弊害が出始めたシステムを新システムに乗り換えることを指すことがある。ただし、乗り換え先のシステムが旧システムの後継的なものである場合は除かれる。